# 西加鱼毒中毒

雪卡毒素（Ciguatoxin 1B）

西加鱼毒中毒（英語：Ciguatera fish poisoning，縮寫：CFP），又称肌肉毒魚類中毒，是指由西加鱼毒素、刺尾鱼毒素和岩沙海葵毒素等中毒而引起的食物中毒。其中最主要的是西加鱼毒素（雪卡毒素），是由底栖微藻等渦鞭毛藻類分泌产生的神经性毒素。这些毒素经过食物链向上层逐漸造成毒性的生物累積，从而影响到人類。

## 影响区域、条件
一般來說魚類因為食物鏈的關係，都有可能累積少量的此毒素，而常聚居於珊瑚礁一帶覓食的海魚較可能含有較高濃度，常見的有油𩺬、金錢龍躉、藍瓜子斑、老虎斑、老鼠斑、蘇眉、西星斑、豹星斑、燕尾星斑、紅鰽、杉斑及東星斑等。
人類若進食大魚，只要少量魚肉便可能引起中毒，此外，患者對此毒素不但沒有免疫能力，相反，日後若再次接觸到毒素，就算只是很少的份量，也會產生中毒徵狀。另外，患者亦應避免喝酒及吃花生或豆類食物，以防加劇中毒的病徵。

## 症状
在進食含雪卡毒素的海魚數小時後，會出現腸胃、神經系統或造成心臟及血管不適的現象。主要病徵包括嘔吐、腹瀉、四肢及口角麻痹、冷熱感覺顛倒、關節及肌肉疼痛等；病徵可維持數天至數星期不等。導致死亡或傷殘的數量據報每年在20000-50000人之間，但未獲醫生報告的病例可能有相當數量。